# Scarabaeus inquisitus
Scarabaeus inquisitus là một loài bọ cánh cứng trong họ Bọ hung (Scarabaeidae).